# Naturschutzgebiet Meinweg
Koordinaten: 51° 10′ 24″ N, 6° 8′ 48″ O

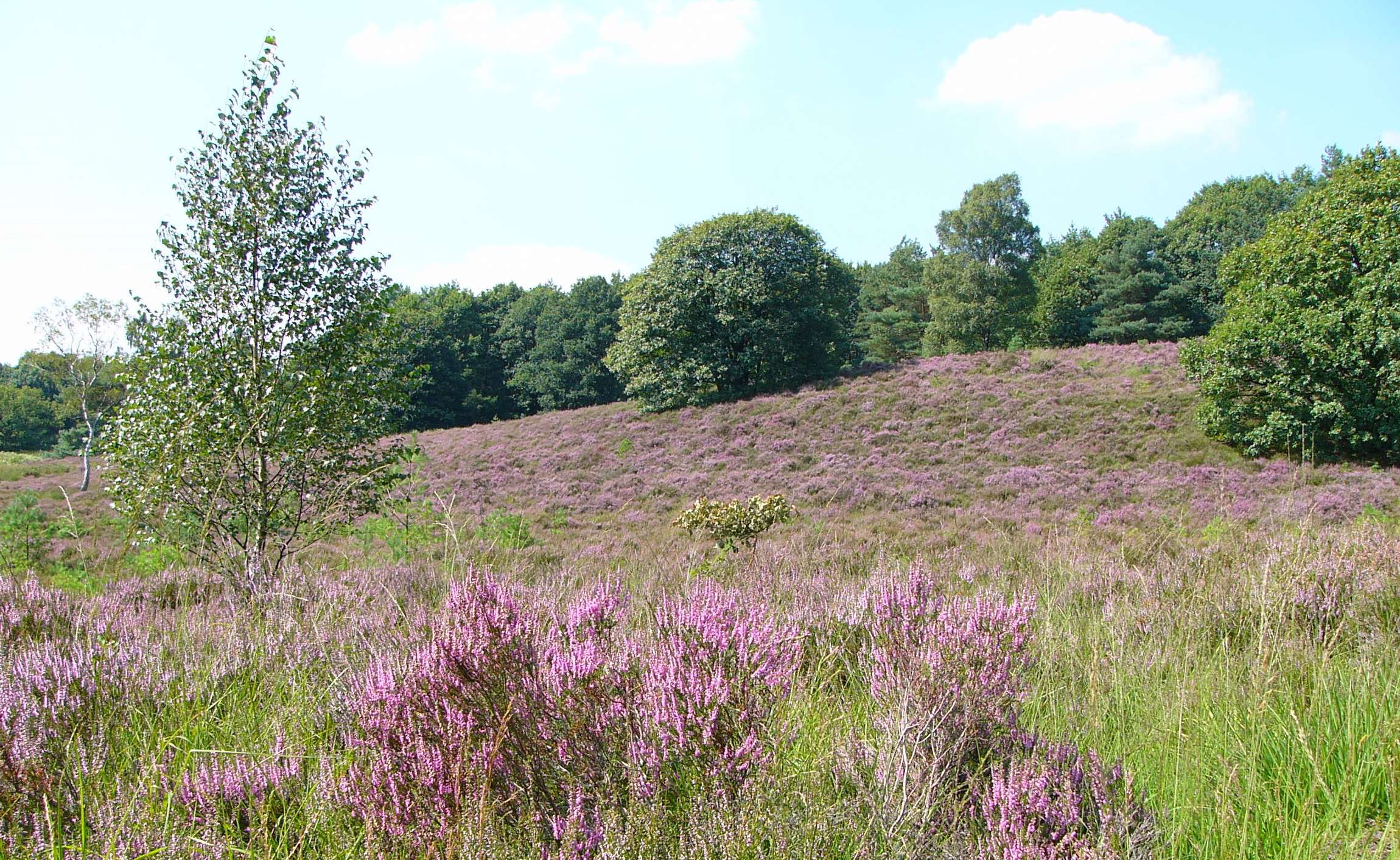
Naturschutzgebiet Meinweg (August 2007)

Das Naturschutzgebiet Meinweg liegt auf dem Gebiet der Stadt Wegberg im Kreis Heinsberg in Nordrhein-Westfalen.
Das aus fünf Teilflächen bestehende Gebiet erstreckt sich nordwestlich der Kernstadt Wegberg und nördlich und nordwestlich des Wegberger Ortsteils Arsbeck. Am westlichen Rand des Gebietes verläuft die Staatsgrenze zu den Niederlanden.

## Bedeutung
Das etwa 350 Hektar große Gebiet wurde im Jahr 2000 unter der Schlüsselnummer HS-016 unter Naturschutz gestellt.